# Герда, Стив
Стив Герда (фр. Steve Guerdat; род. 10 июня 1982, Бассекур) — швейцарский конник, чемпион и серебряный призёр Олимпийских игр в личном конкуре (2012, 2024), бронзовый призёр Олимпийских игр 2008 года в командном конкуре, двукратный чемпион Европы, обладатель Кубка мира.

## Личная жизнь
Летом 2019 года обручился с французской конкуристкой Фанни Скалли. В январе 2021 года пара поженилась. 4 апреля 2021 года у супругов родилась дочь Элла.

## Спортивная биография

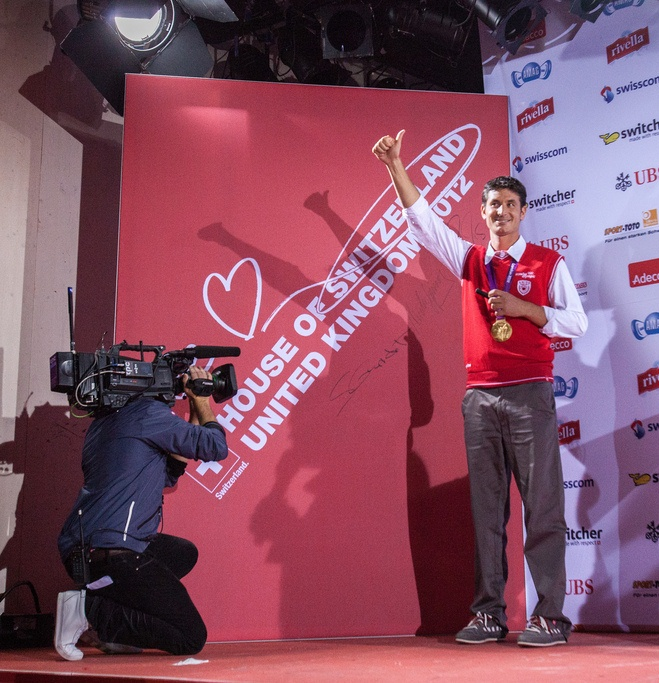
Стив Герда во время Олимпийских игр 2012

Впервые на лошадь сел в возрасте трёх лет, а с семи уже начал ежедневно заниматься конным спортом. В юношеской сборной Швейцарии дебютировал в 1994 году. Тренерами бюли его отец Филипп и швейцарский конник Беат Мендли, призёр Олимпийских игр 2000 года.
В 2004 году дебютировал на Олимпийских играх в Афинах. В квалификации индивидуальных соревнований в конкуре провалил второй квалификационный раунд, набрав 20 штрафных очков, и в итоге занял только 39-е место. В командных соревнованиях сборная Швейцарии заняла пятое место, отстав на 5 баллов от бронзовых призёров сборной Германии.
В 2006 году украинский предприниматель Александр Онищенко предложил Герде сменить гражданство на украинское, но Стив отказался от предложения.
В 2008 году Герда во второй раз принял участие в Олимпийских играх. В личных соревнованиях в конкуре вышел в финал турнира, где показал результат, позволивший ему занять 10-е место. В командных соревнованиях сборная Швейцарии первоначально заняла четвёртое место, но в декабре было объявлено, что в крови лошади норвежского наездника Тони Андре Хансена был найден запрещённый препарат, и все результаты норвежского конника аннулированы. Таким образом сборная Норвегии, потеряв очки Хансена, откатилась на 8-е место, а швейцарцы стали обладателями бронзовых медалей.
В 2012 году на Олимпийских играх в Лондоне Герда выступил на лошади Nino de Buissonnets. Квалификацию личных соревнований в конкуре закончил на 11-м месте, набрав 8 штрафных очков. Финал провёл безупречно и стал олимпийским чемпионом, не набрав за 2 раунда ни одного штрафного очка. В командных соревнованиях швейцарцы остались четвёртыми, всего на два очка отстав от третьего места. Золото Стива стало одним из двух для Швейцарии на Играх в Лондоне во всех видах спорта (ещё одно принесла Никола Шпириг в триатлоне).
На Олимпийских играх 2024 года, которые стали шестыми в карьере Герда, он завоевал серебро в личном конкуре.

## Награды
- Наездник года в Швейцарии (2): 2009, 2011.

## Личные
- Отец Стива Филипп Герда — участник летних Олимпийских игр 1984 и 1988 годов в конкуре.
- В 2021 году женился на французской всаднице Фанни Скалли. 4 апреля 2021 года у пары родилась дочь Элла.
- Владеет тремя языками: французский, немецкий, английский.